# Cornișoru
Cornișoru – wieś w Rumunii, w okręgu Caraș-Severin, w gminie Băuțar. W 2011 roku liczyła 275 mieszkańców. 